# 库班国旗
库班国旗是一面水平的三色旗。自上而下构成这面旗帜的颜色分别是蓝色、紫色與绿色。紫色带是其它两个顏色宽度的两倍。
该旗帜是库班议会在1919年2月10日通过，成为库班人民共和国的国旗和国家标志。颜色象征库班社会三个主要族群的团结：佔多数的哥萨克人是紫色，原住民切尔克斯人（阿迪格人）是绿色，屬少数族群的其他人（非哥萨克和非切尔克斯人）是蓝色。
在现今俄罗斯克拉斯诺达尔边疆区的旗帜具有相同的颜色，但中间有代表克拉斯诺达尔边疆区的金色纹章。